# Allegro (2005)
Allegro ist ein dänisches Science-Fiction-Drama aus dem Jahr 2005 von Christoffer Boe.

## Handlung
Zetterstrøm ist ein begabter Pianist, der sich seit Kindestagen an nur seiner Musik und dem Klavierspiel verschrieben hat. Am Leben nahm er nicht teil, da seine Übungsstunden von Strenge und Disziplin geprägt waren. Je besser er wurde, desto mehr entfernte er sich vom eigentlichen Leben und wurde einsam. Aber eines Tages scheint er doch sein Glück zu finden. Durch Zufall sperrte er sich aus seiner Wohnung und lernt dabei die schöne Andrea kennen. Beide verlieben sich ineinander und leben fortan als glückliches Paar. Bis Andrea beschließt, eines Tages, während Zetterstrøm ein Konzert hat, ihn zu verlassen. Als er das erfährt, beschließt er aber nicht in Trauer zu versinken, sondern sich noch tiefer in die Arbeit zu stürzen, sodass er der beste und erfolgreichste dänische Pianist wird.
Aber zeitgleich entsteht dort am Gammel Strand, wo Zetterstrøm den Glauben an die Liebe verlor und beschloss, nie wieder Gefühle zu haben, eine undurchdringliche Zone. Ein ganzer Stadtteil Kopenhagens wird für alle Menschen unpassierbar und von allem abgeschottet. Als Zetterstrøm 10 Jahre später in New York City ein Interview gibt, in dem er als erfolgreicher, überragender, wenn nicht gar perfekter Pianist gelobt und als „Mann ohne Leidenschaft“ dargestellt wird, muss er sich mit einem alten Foto von Andrea konfrontieren lassen. Er erinnert sich nicht und der Interviewer meint, dass ihm „seine Vergangenheit gekidnappt wurde“. All seine Erinnerungen seien jetzt in der Zone und er könne sie nur wiedererlangen, wenn er diese betrete. Also ruft er seine Agentin Clara an, die ihn sofort nach Kopenhagen bringen soll. Dort wird er in die K-Bar eingeladen, von wo aus er durch einen geheimen Übergang in „Thorvaldsens'S House“ landet und Tom kennenlernt. Mit ihm diniert er und erfährt einiges über sich und die Zone.
Er zeigt ihm auch die Zone und führt ihn zum Gammel Strand, wo Andrea bewusstlos aus dem Wasser gezogen und ihr Bauch aufgeschnitten wird, um ein schreiendes Baby zu befreien. Andrea hatte sich einst aus Zweifel an Zetterstrøms Liebe ins Wasser gestürzt, da dieser von ihr verlangte, das gemeinsame Kind abzutreiben. Allerdings glaubt Zetterstrøm dies nicht und zweifelt an, was denn das alles soll, was er hier sehe. Und im nächsten Augenblick ist er wieder in der K-Bar, von wo aus er sich auf dem Weg zu einem Konzert macht, das er geben soll. Aber er muss feststellen, dass er sein Talent verloren hat und einfach nicht mehr spielen könne. Das Talent sei jetzt nun in der Zone und er müsse schon zurück. Doch um zurückzukehren, müsste er vor Publikum talentfrei auf einem Kinderpiano spielen.
Nachdem Zetterstrøm es wieder in die Zone schafft, erlebt er Andreas Selbstmord erneut und stellt fest, dass es lediglich eine Erinnerung sei. Tom erklärt ihm, dass er sein Talent nur zurückerhalten könne, wenn er auch seine Erinnerungen akzeptiere. Er müsse Andrea folgen, damit dies passiere. Aber Zetterstrøm schafft es nicht, Andrea durch die Straßen der Zone zu folgen und bittet eine ältere Frau um Hilfe. Diese meint, dass er einfach nur seine eigenen Fehler akzeptieren und anderen Menschen vertrauen müsse, um zu erreichen, was er will. Und so schafft es Zetterstrøm doch noch Andrea, während des Sprunges zu erreichen und springt ihr in den Fluss hinterher. Doch er sprang nur der Erinnerung hinterher.
Tom erklärt ihm zum Schluss, dass er nun seine Erinnerungen und sein Talent wieder hätte und jetzt verstünde, dass er sich zwischen der Liebe und der Arbeit entschied und jetzt wieder sein Konzert spielen könne. Zweifelnd geht Zetterstrøm in den Straßen Kopenhagens davon.

## Kritik
„Mit den beiden hervorragenden Schauspielern, Ulrich Thomsen als Zetterstrøm und Henning Moritzen als Tom, wirke die Reise der beiden sehr interessant und zweideutig. [...] Und das ist schon das Beste, was man über den Film sagen kann.“

„Der Film wirkt für einige sicherlich merkwürdig und möglicherweise auch befremdlich. Aber man kann auch schnell erkennen, dass dieser seltsame und anspruchsvolle Film interessant sein kann. Man kann ihn sogar lieben.“

„Es wirkt als Ganzes etwas starr und irrelevant.“

## Auszeichnungen
- eine Auszeichnung beim dänischen Filmpreis Robert (Beste Kamera) und vier weitere Nominierungen (Beste Regie, Bester Schnitt, Bestes Produktionsdesign, Beste Spezialeffekte)

## Veröffentlichung
Allegro startete am 30. September 2005 in den dänischen Kinos und wurde, trotz internationaler Aufführungen auf Filmfesten und Kino- wie DVD-Veröffentlichungen, bisher in Deutschland weder aufgeführt noch veröffentlicht.